# Néserkaouhor
Néserkaouhor est un prince égyptien, fils de Djedkarê Isési, roi de la Ve dynastie. Il est enterré dans un mastaba aménagé dans la nécropole royale d'Abousir.